# Moschea nuova del venerdì (Trebisonda)
La Moschea nuova del venerdì (in turco Yeni Cuma Camii) è una moschea di Trebisonda in Turchia. Fu costruita in epoca bizantina come chiesa di Hagios Eugenios (in greco Μονή Αγίου Ευγενίου?), dedicata a Sant'Eugenio, patrono della città. Dopo la conquista della città da parte del Sultano Maometto il Conquistatore nel 1461, come molte chiese della città, fu convertita in moschea.
Non si sa esattamente quando la chiesa sia stata costruita, ma gli studiosi ritengono che fosse una basilica. Vicino ad essa è stata trovata un'iscrizione datata 1291. Tuttavia, durante l'assedio di Trebisonda del 1222, il sultano Melik, infuriato per la resistenza degli abitanti della città, avrebbe ordinato di abbattere le pareti superiori e di rompere e tirare su i pavimenti, per cui è probabile che la struttura attuale sia stata costruita negli anni immediatamente successivi.
Jakob Philipp Fallmerayer, che visitò Trebisonda all'inizio del XIX secolo, riferisce di aver visto all'interno resti di dipinti degli imperatori di Trebisonda da Alessio I ad Alessio III, ciascuno con un'iscrizione che riportava il titolo e il nome dei soggetti; anche se quando Gabriel Millet ispezionò l'edificio le iscrizioni erano scomparse, Millet confermò che a sinistra dell'ingresso rimanevano tracce dei dipinti: "un personaggio che indossa il loros; un altro sembra tenere uno scettro; a destra, un terzo inginocchiato, presenta un oggetto, senza dubbio la chiesa da lui fondata, a un santo seduto e vestito da martire, in abito bizantino".
L'edificio attuale non ha un nartece, ma ha tre navate. L'abside centrale è arrotondata all'interno e pentagonale all'esterno. Il minareto è stato aggiunto nell'area intorno alla porta nord della chiesa, che fu trasformata in moschea dopo la conquista ottomana nel 1461. Il Miḥrāb (nicchia dell'altare) in pietra è in stile barocco, mentre il Minbar (pulpito) è in legno senza ornamenti.